# Luigi Sardiello
Luigi Sardiello (Firenze, 23 dicembre 1962) è un regista e sceneggiatore italiano.

## Biografia
Luigi Sardiello è sceneggiatore, regista, scrittore e critico cinematografico.
In qualità di critico è direttore della rivista Filmaker's Magazine.
Come scrittore è autore di saggi sul cinema e romanzi, tra i quali Il punto che non conosco, candidato al Premio Strega nel 2017.
Come sceneggiatore ha lavorato con Pupi Avati e scritto diversi film, tra i quali The Butterfly Room - La stanza delle farfalle (2012) e Rudy Valentino (2018). 
Nel 2009 ha esordito come regista con il film Piede di Dio (con Emilio Solfrizzi) che riprende diversi temi legati alla sua passione per il calcio. Nel 2012 ha scritto e diretto Il pasticciere (con Antonio Catania e Ennio Fantastichini)
È docente di scrittura creativa presso la Facoltà di Scienze della Comunicazione dell'Università La Sapienza di Roma e le più importanti scuole Master italiane.

## Filmografia

### Regia
- Il mago del cinema. L’incredibile storia di Mr. Roger Corman, regista low budget (documentario, Fondazione Solares, 2006)
- Piede di Dio (Achab Film, 2009)
- Il pasticciere (Bunker Lab, 2012)
- Io e il marziano (2017) - serie TV

### Sceneggiature
- Il mangiatore di pietre (collaborazione alla sceneggiatura; Cineworx, Achab Film, 2019)
- Rudy Valentino (Bunker Lab, 2018)
- Il pasticciere (Bunker Lab, 2012)
- The Butterfly Room - La stanza delle farfalle (Achab Film, 2012)
- Piede di Dio (Achab Film, 2009)
- Il mago del cinema. L’incredibile storia di Mr. Roger Corman, regista low budget (documentario, Fondazione Solares, 2006)
- La stanza accanto (regia di Fabrizio Laurenti, DueA/Filmauro, 1997)

## Pubblicazioni

### Romanzi
- Il punto che non conosco, Licosia, 2016.

- La sfrontatezza del cuore, Ibiskos, 1990.

### Racconti
- La scelta di Ferdinando, in “Fughe per la vittoria”, Bimed, 2012
- L’allegria della gente, in “Era l’anno dei mondiali”, I Libri del Corriere della Sera, 2010
- Storia di un’ape che diventò perspicace dopo essere stata pericolosa, Càlamo, 1996
- Pentalogia semplice, Salerno, 1994.

### Saggistica
- Dieci meno – Un’avventura cinematografica (con Francesco Ventura), Licosia, 2015
- Il mago del cinema – Conversazione con Roger Corman, Valter Casini, 1998
- Scrivere per comunicare (con Autori Vari), Bompiani, 1995

## Premi e candidature
- 2017 – Candidatura Premio Strega 2017 per Il punto che non conosco
- 2017 – Premio letterario "Golden Book Award" 2017 per Il punto che non conosco
- 2017 – Menzione d'onore Premio letterario "Artisti per Peppino Impastato" 2017 per Il punto che non conosco
- 2017 - Premio del pubblico al Roma Web Festival per Io e il marziano (web serie)
- 2015 – Premio alla carriera "Escamontage"
- 2014 – Premio miglior sceneggiatura Festival di Foggia per Il pasticciere
- 2014 – Premio miglior attore (Antonio Catania) Festival di Foggia per Il pasticciere
- 2014 – Premio miglior attore (Emilio Solfrizzi) Artelesia Film Festival di Benevento per Piede di Dio
- 2013 – Premio set italiani Primavera del Cinema Italiano di Cosenza per Il pasticciere
- 2013 – Premio Festival "Qcine" per Il pasticciere
- 2013 – Premio cinema del futuro Festival di Maratea per Il pasticciere
- 2013 – Premio cinecibo Festival del Cinema Europeo di Lecce per Il pasticciere
- 2010 – Premio miglior opera prima Festival di Ostia per Piede di Dio
- 2010 – Premio miglior attore (Emilio Solfrizzi) Festival di Ostia per Piede di Dio
- 2010 – Premio speciale “Provincia di Treviso” Festival di Vittorio Veneto per Piede di Dio
- 2010 – Premio selezione opera prima Festival del Cinema Giovane di Roma per Piede di Dio
- 2010 – Premio miglior colonna sonora Festival Colonne Sonore di Lagonegro per Piede di Dio
- 2010 – Nomination miglior sceneggiatura Premio Flaiano per Piede di Dio
- 2010 – Nomination miglior attore (Emilio Solfrizzi) Premio Flaiano per Piede di Dio
- 2010 – Nomination miglior opera prima Ciak d’oro per Piede di Dio
- 2010 – Targa “Sport e Marginalità” Comune di Roma per Piede di Dio
- 2009 – Premio miglior opera prima Costa Iblea Film Festival per Piede di Dio
- 2009 – Premio miglior attore (Emilio Solfrizzi) Salerno Film Festival per Piede di Dio
- 2009 – Premio miglior attore non protagonista (Antonio Catania) Santa Marinella Film Festival per Piede di Dio
- 2009 – Premio speciale della giuria Santa Marinella Film Festival per Piede di Dio
- 2007 – Premio critico cinematografico dell’anno Salento Film Festival
- 1995 – Premio letterario Olevano Romano per Pentalogia semplice
- 1990 – Premio letterario Giovanni Gronchi per La sfrontatezza del cuore

## Altre attività
Gioca come difensore centrale (maglia n. 24) con l’Osvaldo Soriano Football Club, la nazionale italiana di calcio degli scrittori.